# Кеслар, Рон
Рон Кеслар (англ. Ron Keslar; 17 апреля 1980, Мак-Клелландтаун) — американский боец смешанного стиля, представитель полусредней весовой категории. Выступает на профессиональном уровне начиная с 2006 года, известен по участию в турнирах таких бойцовских организаций как Strikeforce, Bellator MMA, League S-70, KOTC, финалист девятого сезона гран-при Bellator полусреднего веса.

## Биография
Рон Кеслар родился 17 апреля 1980 года в невключённой территории Мак-Клелландтаун, штат Пенсильвания. Во время учёбы в школе активно занимался борьбой, хотя значительных успехов в этой дисциплине не добился.
Дебютировал в смешанных единоборствах в декабре 2006 года, своего первого соперника победил удушающим приёмом сзади за 31 секунду. Однако уже в следующем поединке в мае 2007 года потерпел первое в карьере поражение, попался в рычаг локтя и вынужден был сдаться. В дальнейшем, тем не менее, одержал три победы подряд, в том числе победил на престижном турнире King of the Cage. Благодаря череде удачных выступлений в 2010 году привлёк к себе внимание крупного американского промоушена Strikeforce — проиграл здесь два первых боя, но затем в третьем бою выиграл.
После ухода из Strikeforce Кеслар успешно выступал в различных менее престижных американских промоушенах. Имея в послужном списке девять побед и четыре поражения, подписал контракт с крупной организацией Bellator и сразу же принял участие в девятом сезоне гран-при полусреднего веса. В четвертьфинальном поединке раздельным решением судей победил Луиса Мело, затем на стадии полуфиналов взял верх техническим нокаутом над Уор Машин, однако в решающем бою проиграл Рику Хоуну. Впоследствии провёл в Bellator ещё два боя и оба проиграл, после чего был уволен из организации.
В августе 2015 года Рон Кеслар принял участие в турнире «Плотформа S-70» в Сочи, где был нокаутирован непобеждённым российским проспектом Алексеем Кунченко.

## Статистика в профессиональном ММА
| Боёв 21  | Побед 11 | Поражений 10 |
| -------- | -------- | ------------ |
| Нокаутом | 1        | 5            |
| Сдачей   | 5        | 2            |
| Решением | 5        | 3            |

| Результат | Рекорд | Соперник          | Способ                             | Турнир                                                          | Дата             | Раунд | Время | Место              | Примечание                                         |
| --------- | ------ | ----------------- | ---------------------------------- | --------------------------------------------------------------- | ---------------- | ----- | ----- | ------------------ | -------------------------------------------------- |
| Поражение | 11–9   | Данасебе Мохаммед | Сдача (гильотина)                  | Dragon House 22                                                 | 6 февраля 2016   | 2     | 0:49  | Сан-Франциско, США |                                                    |
| Поражение | 11–8   | Алексей Кунченко  | KO (удары руками)                  | League S-70: Russia vs. World                                   | 29 августа 2015  | 3     | 3:27  | Сочи, Россия       |                                                    |
| Поражение | 11–7   | Джесси Хуарес     | Единогласное решение               | Bellator 125                                                    | 19 сентября 2014 | 3     | 5:00  | Фресно, США        |                                                    |
| Поражение | 11–6   | Каро Парисян      | KO (удары руками)                  | Bellator 116                                                    | 11 апреля 2014   | 2     | 4:05  | Темекьюла, США     |                                                    |
| Поражение | 11–5   | Рик Хоун          | KO (удар рукой)                    | Bellator 109                                                    | 22 ноября 2013   | 3     | 0:55  | Бетлехем, США      | Финал 9 сезона гран-при полусреднего веса.         |
| Победа    | 11–4   | Уор Машин         | Техническая сдача (удушение сзади) | Bellator 104                                                    | 18 октября 2013  | 1     | 3:31  | Сидар-Рапидс, США  | Полуфинал 9 сезона гран-при полусреднего веса.     |
| Победа    | 10–4   | Луис Мело         | Раздельное решение                 | Bellator 100                                                    | 20 сентября 2013 | 3     | 5:00  | Финикс, США        | Четвертьфинал 9 сезона гран-при полусреднего веса. |
| Поражение | 9–4    | Кристофер Кёртис  | Единогласное решение               | MMA Xtreme: Fists Will Fly                                      | 24 августа 2013  | 3     | 5:00  | Эвансвилл, США     |                                                    |
| Победа    | 9–3    | Доминик Уотерс    | Единогласное решение               | JW Events: Up and Comers 10                                     | 19 мая 2012      | 3     | 5:00  | Стоктон, США       |                                                    |
| Победа    | 8–3    | Джеймс Чейни      | TKO (остановлен врачом)            | Impact MMA: Recognition                                         | 10 декабря 2011  | 1     | 5:00  | Плезантон, США     |                                                    |
| Победа    | 7–3    | Фелипе Фологин    | Раздельное решение                 | TWC 11: Inferno                                                 | 17 июня 2011     | 3     | 5:00  | Портервилл, США    |                                                    |
| Победа    | 6–3    | Эрик Лоусон       | Сдача (рычаг локтя)                | Strikeforce: Diaz vs. Cyborg                                    | 29 января 2011   | 1     | 1:57  | Сан-Хосе, США      |                                                    |
| Поражение | 5–3    | Джош Макдональд   | Единогласное решение               | Strikeforce: Diaz vs. Noons II                                  | 9 октября 2010   | 3     | 5:00  | Сан-Хосе, США      |                                                    |
| Поражение | 5–2    | Крис Коуп         | TKO (ногой в голову и руки)        | Strikeforce: Fedor vs. Werdum                                   | 26 июня 2010     | 2     | 4:32  | Сан-Хосе, США      |                                                    |
| Победа    | 5–1    | Джонатан Брэндон  | Сдача (удушение сзади)             | KOTC: Arrival                                                   | 25 февраля 2010  | 2     | 0:34  | Хайленд, США       |                                                    |
| Победа    | 4–1    | Даррин Фримен     | Единогласное решение               | War Gods/Ken Shamrock Productions: The Valentine's Eve Massacre | 13 февраля 2009  | 3     | 3:00  | Фресно, США        |                                                    |
| Победа    | 3–1    | Крис Биэн         | Единогласное решение               | Unleashed Fight                                                 | 11 октября 2008  | 3     | 5:00  | Алпайн, США        |                                                    |
| Победа    | 2–1    | Майкл Масслуайт   | Сдача (гильотина)                  | IFBL: Fight Night 9                                             | 15 сентября 2007 | 1     | 0:41  | Найлс, США         |                                                    |
| Поражение | 1–1    | Мэтт Мейджор      | Сдача (рычаг локтя)                | IFBL: Fight Night 7                                             | 5 мая 2007       | 1     | 3:48  | Найлс, США         |                                                    |
| Победа    | 1–0    | Шейн Кери         | Сдача (удушение сзади)             | IFBL: Fight Night 5                                             | 16 декабря 2006  | 1     | 0:31  | Найлс, США         |                                                    |